# Гегелишвили, Александр Васильевич
Александр Васильевич Гегелишвили (1907, село Дигоми, Тифлисский уезд, Тифлисская губерния, Российская империя — неизвестно, Тбилиси, Грузинская ССР) — бригадир Дигомского молочно-овощеводческого совхоза Гардабанского района, Грузинская ССР. Герой Социалистического Труда (1966).

## Биография
Родился в 1907 году в крестьянской семье в селе Дигоми (сегодня — в городских границах Тбилиси) Тифлисского уезда. После окончания местной начальной школы трудился в сельском хозяйстве. Во время коллективизации вступил в местный колхоз, где трудился до призыва в сентябре 1941 года в Красную Армию по мобилизации. Участвовал в Великой Отечественной войне. Воевал в составе 660-го стрелкового полка 406-й стрелковой дивизии. После демобилизации возвратился в родное село. В послевоенное время — бригадир бригады № 1 Дигомского молочно-овощеводческого совхоза Гардабанского района, который располагался в пригороде Тбилиси.
В 1965 году бригада Александра Гегелишвили собрала в среднем с каждого гектара по 130 центнеров капусты при плане в 110,5 центнеров, досрочно завершив плановые задания Семилетки (1959—1965). Валовый сбор капусты в целом по бригаде составил 4200 центнеров, что стало на 1350 центнеров больше запланированного. Указом Президиума Верховного Совета СССР от 2 апреля 1966 года удостоен звания Героя Социалистического Труда за «достигнутые успехи в развитии сельского хозяйства, промышленности и науки Грузинской ССР» с вручением ордена Ленина и золотой медали «Серп и Молот» (№ 10901).
После выхода на пенсию проживал в посёлке Дигоми. Дата смерти не установлена.